# Dr. Nice
Dr. Nice ist eine deutsche Arztserie, die seit 2023 jeweils zur Hauptsendezeit im ZDF im Rahmen der Reihe Herzkino ausgestrahlt wird.
Die Auftaktepisode wurde am 16. April 2023 im ZDF gesendet. Kurz darauf wurde bekannt, dass seitens des Senders eine weitere Staffel in Auftrag gegeben wurde – die Dreharbeiten dazu fanden im Sommer 2023 statt. Vom 5. bis 26. Mai 2024 wurden diese weiteren vier Episoden gezeigt. Vom 16. April bis 11. November 2024 wurde eine dritte Staffel mit sechs Folgen gedreht. 2025 werden erneut 6 Episoden produziert, die dann 2026 gesendet werden sollen.

## Handlung
Protagonist der Reihe ist Dr. Moritz Neiss, gespielt von Patrick Kalupa. Der internationale „Star-Chirurg“ steht aufgrund einer unfallbedingten Handverletzung kurz vor dem Karriere-Aus. Die rettende OP bei einem Spezialisten in Australien muss Neiss aber mehrfach verschieben. Grund dafür ist nicht zuletzt ein Notartermin, der ihn zurück in seine alte Heimat nach Schleswig-Holstein führt. Dort soll er der Adoption seiner Tochter Lea Koch zustimmen, von deren Existenz er aber erst kürzlich erfahren hat. Neben anderen „Altlasten“ aus seiner Jugend trifft Neiss dort aber auch seit vielen Jahren erstmals wieder auf Florian Schmidtke, den jetzigen Chefarzt des Förde-Klinikums. Ihm hat Neiss seinerzeit die Freundin ausgespannt, was das Verhältnis der beiden noch immer nachhaltig belastet.

## Besetzung

### Hauptdarsteller
| Schauspieler     | Rolle                 | Bemerkung                                                            | Episoden | Staffeln | Zeitraum |
| ---------------- | --------------------- | -------------------------------------------------------------------- | -------- | -------- | -------- |
| Patrick Kalupa   | Dr. Moritz Neiss      | Vater von Lea                                                        | 1–       | 1–       | 2023–    |
| Josefine Preuß   | Charlie Winkler       | Stiefmutter von Lea                                                  | 1–       | 1–       | 2023–    |
| Maximilian Grill | Dr. Florian Schmidtke | Chefarzt im Förde Klinikum Flensburg, kennt Moritz aus Studienzeiten | 1–       | 1–       | 2023–    |
| Brigitte Zeh     | Janne Andersen        | Hotelinhaberin, Mutter von Mikkel                                    | 1–       | 1–       | 2023–    |
| Maj Borchardt    | Lea Koch              | Tochter von Moritz Neiss und Lydia Koch                              | 1–       | 1–       | 2023–    |

### Nebendarsteller
| Schauspieler               | Rolle               | Bemerkung                                              | Episoden | Staffeln | Zeitraum  |
| -------------------------- | ------------------- | ------------------------------------------------------ | -------- | -------- | --------- |
| Bruno F. Apitz             | Hartmut Peddersen   | Ruderkumpel von Moritz                                 | 1–       | 1–       | 2023–     |
| Hedi Kriegeskotte          | Doris Stecker       | Anwohnerin, Patientin, arbeitete früher in der Kanzlei | 1–       | 1–       | 2023–     |
| İdil Üner                  | Dr. Melek Birol     | Ärztin im Klinikum, Kollegin von Schmidtke             | 1–       | 1–       | 2023–     |
| Sogol Faghani              | Desna Shan          | arbeitet in der Hotelküche                             | 1–2      | 1        | 2023      |
| Ben Ole Knobbe             | Mikkel Andersen     | Sohn von Janne Andersen                                | 1–       | 1–       | 2023–     |
| Philip Günsch              | Kai Dietrich        | Freund von Lea                                         | 1–6      | 1–2      | 2023–2024 |
| Hendrik von Bültzingslöwen | Timo Pörksen        | Rechtsanwalt und Notar                                 | 1–6      | 1–2      | 2023–2024 |
| Marc Zwinz                 | Horst Niebel        | Taxifahrer                                             | 1–       | 1–       | 2023–     |
| Mathias Harrebye-Brandt    | Stefan Hengstenberg | Bürgermeister                                          | 2–6, 9   | 1–3      | 2023–2025 |
| Franziska Traub            | Trine Tryberg       | Überreicht Moritz einen Präsentkorb                    | 2–6      | 1–2      | 2023–2024 |
| Yvonne Yung Hee Bormann    | Debbie Furler       | Kollegin von Moritz in Boston                          | 2–6      | 1–2      | 2023–2024 |
| Norbert Ghafouri           | Dr. Cengiz Bahrani  | Arzt im Klinikum                                       | 1        | 1        | 2023      |
| Tiago Gutierrez Schultz    | Carlo Lucarelli     | Patient im Klinikum                                    | 1        | 1        | 2023      |
| Sven Gerhardt              | Holger Dietrich     | Vater von Kai Dietrich                                 | 1        | 1        | 2023      |
| Simon Mantei               | Dr. Mick Siebert    | Radiologe im Klinikum                                  | 1        | 1        | 2023      |

## Episodendetails

### Staffel 1
| Episode | Titel          | Drehzeitraum                   | Erstausstrahlung | Regie            | Drehbuch      | Zuschauer                                             |
| ------- | -------------- | ------------------------------ | ---------------- | ---------------- | ------------- | ----------------------------------------------------- |
| 1       | Hand aufs Herz | 2. August – 29. September 2022 | 16. April 2023   | Constanze Knoche | Simon X. Rost | 5,28 Mio. (17,4 % MA); (6,6 % bei den 14–49-Jährigen) |
| 2       | Alte Wunden    | 2. August – 29. September 2022 | 23. April 2023   | Constanze Knoche | Elke Rössler  | 5,38 Mio. (18,0 % MA); (7,6 % bei den 14–49-Jährigen) |

### Staffel 2
| Episode | Titel             | Drehzeitraum              | Erstausstrahlung | Regie            | Drehbuch      | Zuschauer                                             |
| ------- | ----------------- | ------------------------- | ---------------- | ---------------- | ------------- | ----------------------------------------------------- |
| 3       | Süße Lügen        | 4. Juli – 6. Oktober 2023 | 05. Mai 2024     | Thorsten Schmidt | Simon X. Rost | 4,51 Mio. (16,2 % MA); (6,9 % bei den 14–49-Jährigen) |
| 4       | Federn lassen     | 4. Juli – 6. Oktober 2023 | 12. Mai 2024     | Thorsten Schmidt | Elke Rössler  | 4,21 Mio. (16,9 % MA); (8,1 % bei den 14–49-Jährigen) |
| 5       | Gebrochene Herzen | 4. Juli – 6. Oktober 2023 | 19. Mai 2024     | Thorsten Schmidt | Elke Rössler  | 3,70 Mio. (15,4 % MA); (7,0 % bei den 14–49-Jährigen) |
| 6       | Herzflattern      | 4. Juli – 6. Oktober 2023 | 26. Mai 2024     | Christian Theede | Elke Rössler  | 4,59 Mio. (17,8 % MA); (9,9 % bei den 14–49-Jährigen) |

### Staffel 3
| Episode | Titel            | Drehzeitraum               | Erstausstrahlung | Regie            | Drehbuch      | Zuschauer                                             |
| ------- | ---------------- | -------------------------- | ---------------- | ---------------- | ------------- | ----------------------------------------------------- |
| 7       | Alte Narben      | 16. April – 14. Juni 2024  | 11. Mai 2025     | Christian Theede | Simon X. Rost | 3,94 Mio. (16,0 % MA); (6,7 % bei den 14–49-Jährigen) |
| 8       | Weiche Knie      | 16. April – 14. Juni 2024  | 18. Mai 2025     | Christian Theede | Elke Rössler  | 4,09 Mio. (16,3 % MA); (8,2 % bei den 14–49-Jährigen) |
| 9       | Flammende Herzen | 24. Juni – 20. August 2024 | 25. Mai 2025     | Ulrike Grote     | Robert Gold   | 4,28 Mio. (16,6 % MA); (8,0 % bei den 14–49-Jährigen) |

## Produktion

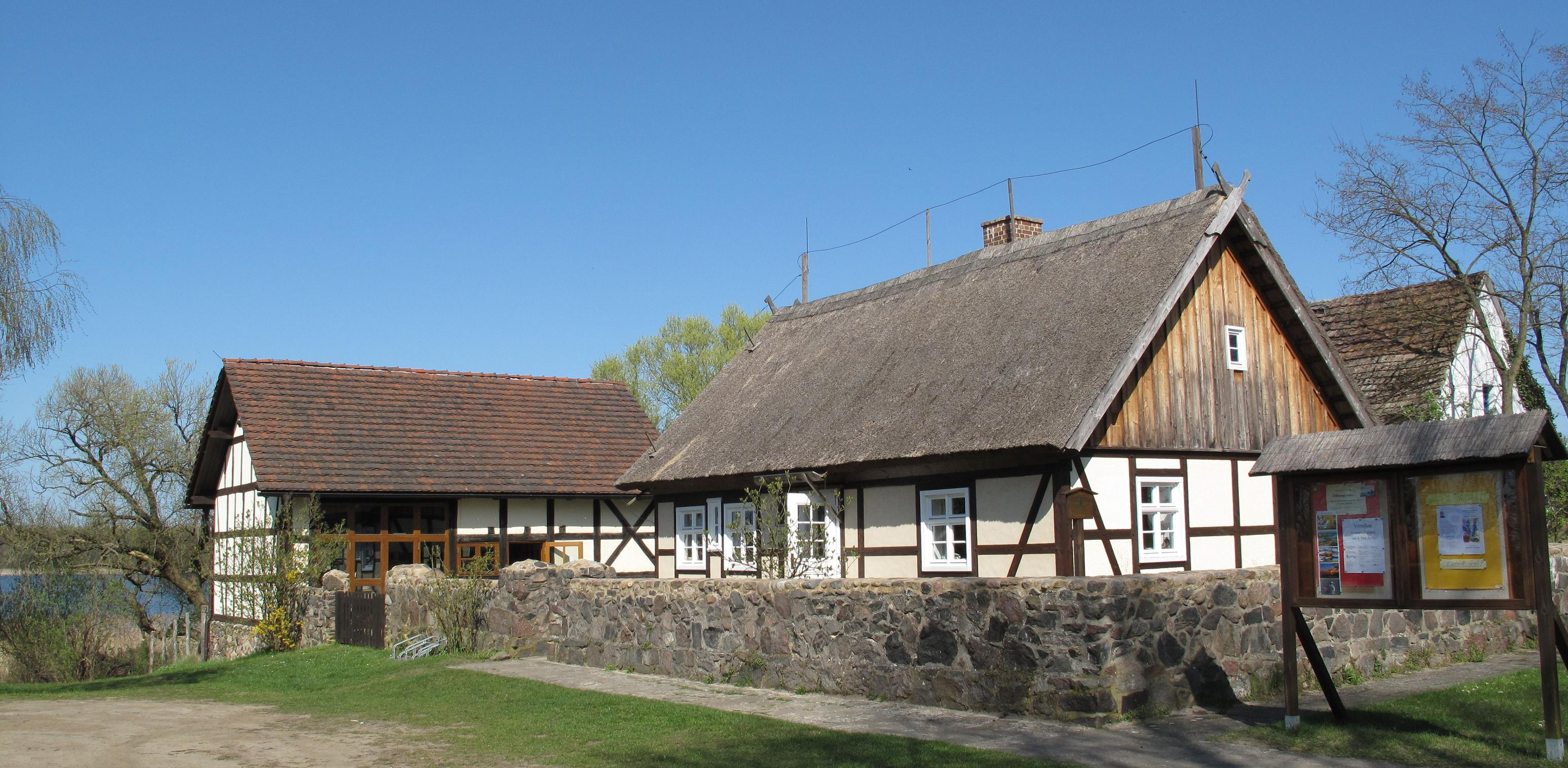
Kulturscheune Kähnsdorf in Brandenburg – Kulisse der Landarztpraxis, die Nice übernehmen soll

Die bisherigen sechs Folgen von Dr. Nice sind eine Produktion der Dreamtool Entertainment GmbH im Auftrag des ZDF. Die entsprechenden Aufnahmen entstanden an unterschiedlichen Drehorten in Berlin, Flensburg und der jeweiligen Umgebung. Als Außenmotive nutzte man in Schleswig-Holstein beispielsweise den Strand bei Wassersleben – ein dortiges Hotel bildete die Kulisse für Janne Andersens Hotel Ostseeschlösschen. Die Aufnahmen im Zusammenhang mit der Landarztpraxis entstanden in und an der Kulturscheune Kähnsdorf in Brandenburg, nahe Berlin. Auch der direkt angrenzende Seddiner See sowie einige dortige Steganlagen fanden als Motive Verwendung. Die Klinik-Szenen wurden hauptsächlich im Unfallkrankenhaus Berlin (ukb) gedreht.
Die Kamera führten Clemens Baumeister und Hendrik A. Kley – für den Ton zeichneten Philipp Sehling, Matthias Pamperin sowie Stefan Schmahl verantwortlich, für den Schnitt Kai Minierski, für das Szenenbild Andreas Rudolph, für das Kostümbild Claudia González und für die Maske Winnie Mattheus und Monika Hübert. Verantwortliche Redakteure für das ZDF waren Katharina Görtz und Thorsten Ritsch.

## Rezeption

### Kritik
In seiner Filmkritik auf tittelbach.tv vergab Rainer Tittelbach für die erste Episode 4,5 und für die zweite Episode 4 von 6 möglichen Sternen für die Auftaktfilme. Er befand: „Noch bewegt sich das Ganze im Rahmen der sonntäglichen ZDF-Vorgaben“, denn „Ironie versprühen bisher allein einige knackige Dialogwechsel, bei denen sich die beiden Erzrivalen nichts schenken; milder, aber alltagsnäher sind die charmanten Wort- und Augenspielchen zwischen Neiss und Hotelbesitzerin Janne.“ Dennoch bieten „genügend andere kleine Geschichten in den beiden ersten Filmen“ genug Möglichkeiten, um diese sowie „die manisch-depressiven Anflüge des ‚Helden‘“ und den üblichen „Psychokram“ zu übersehen. Beeindruckt zeigte sich Tittelbach von Autor Simon X. Rost. Ihm sei es schon in der ersten Episode Hand aufs Herz gelungen „in Windeseile einen stimmigen Mikrokosmos zu etablieren“, dessen Szenen „nie überladen“ wirken und in denen der Zuschauer dennoch „stets viele Informationen gleichzeitig und beiläufig geliefert“ bekommt, „wofür die meisten Reihen sehr viel länger brauchen.“
Den zweiten Film Alte Wunden beurteilte Tittelbach als „eine typische Übergangsepisode, in der Autorin Rössler vor allem Konsolidierungsarbeit leisten muss“ und somit durch ihre „retardierenden Momente“ eher „zum Standard von Unterhaltungsfilm-Reihen“ gehöre. Dennoch wurde „mit viel Bedacht ausgesät. Bis das Reihen-Pflänzlein zu sprießen beginnt, dauert es jedoch.“

## Trivia
In einem Interview mit der Zeitschrift Prisma erzählte Hauptdarsteller Patrick Kalupa, dass Produzent Stefan Raiser die Schauspieler schon früh mit den Autoren zusammen gebracht hat und so ihre Ideen und Wünsche mit in die Drehbücher einfließen konnten. Dies sei vor allem in der dritten und vierten Episode gelungen.